# Combattimento ravvicinato

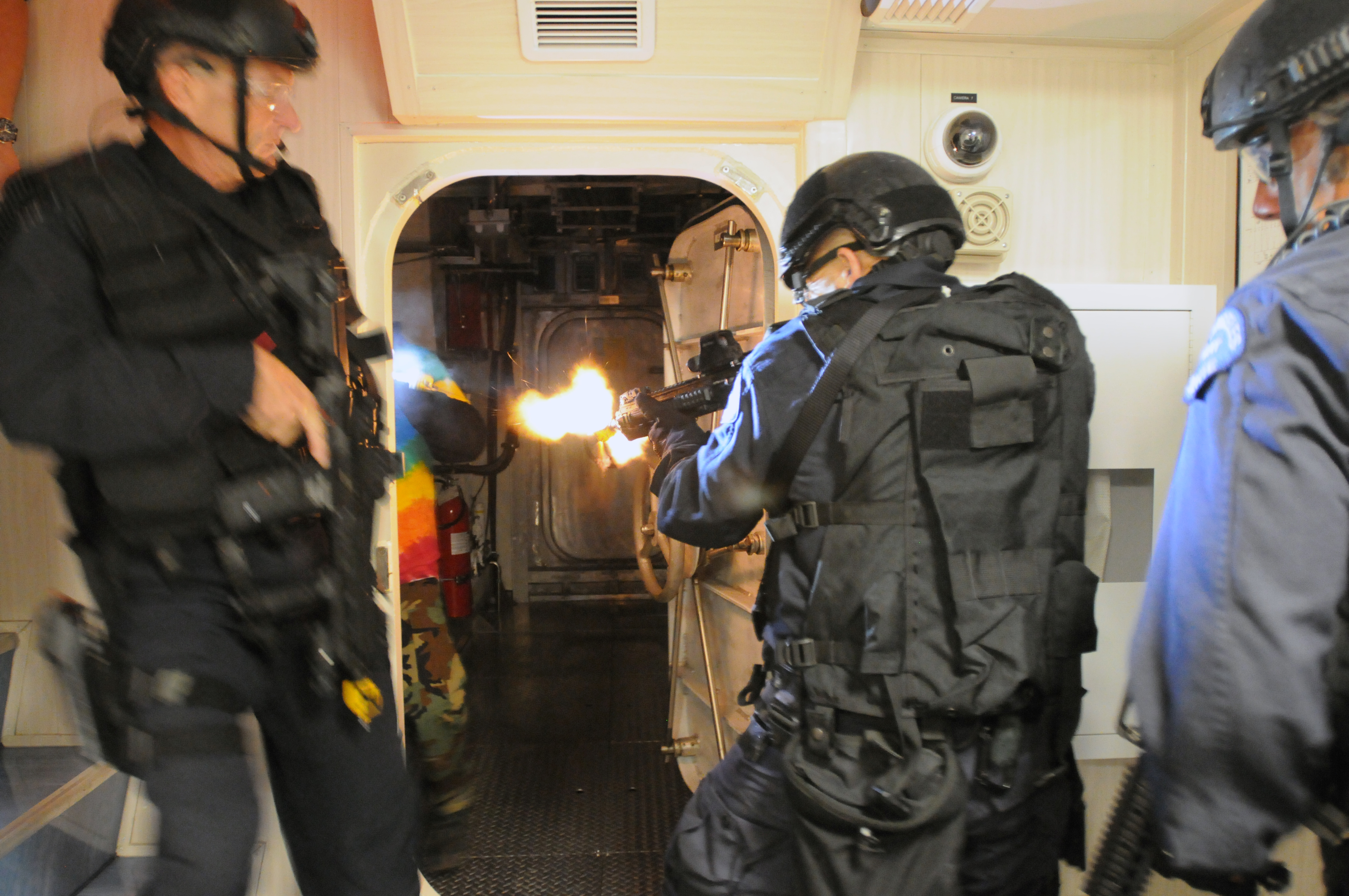
Agenti SWAT del Los Angeles Police Department impegnati in un'esercitazione di combattimento ravvicinato assieme a personale U.S. Navy, 2007

Il combattimento ravvicinato (noto anche con le sigle inglesi CQC per "close-quarters combat" e CQB per "close-quarters battle") è una situazione di combattimento tra gruppi di persone munite di armi da fuoco (anticamente, da lancio) o da melee. Può
avvenire tra unità militari, forze di polizia e criminali, ed altre situazioni simili. Il CQC è definito tipicamente come uno scontro rapido ad alta intensità caratterizzato da improvvisa violenza a breve distanza.

## Storia
Il combattimento ravvicinato si pratica da sempre, nella forma di melee, con l'uso di armi "da getto" (come fionde, archi, e in seguito moschetti) a breve distanza, e la necessità di baionette. Durante la Prima guerra mondiale il CQC è stato una parte significativa della guerra di trincea, in cui gli attaccanti si sarebbero battuti in spazi angusti nel tentativo di conquistare trincee nemiche.
A seguito del Movimento del 30 maggio (1925) l'allora Assistant Commissioner William E. Fairbairn della Shanghai Municipal Police fu incaricato di sviluppare una specifica squadra ausiliaria per il controllo dei tumulti e gli interventi di polizia più violenti. Attingendo appropriatamente da varie arti marziali, Fairbairn diede vita ad una nuova disciplina che chiamò "Defendu". Scopo del defendu era la maggiore possibile efficacia brutale, che potesse essere appresa anche da neofiti in modo relativamente semplice, se confrontata con altre arti marziali. Il metodo comprendeva tattiche sia letali sia "meno letali", come tiro istintivo (senza perdere tempo a mirare), tecniche di combattimento con armi da fuoco, e l'uso di armi improvvisate, quali sedie o gambe di tavolo.
Durante la Seconda guerra mondiale Fairbairn fu reclutato per addestrare al defendu le forze speciali alleate. In questo periodo allargò la letalità del defendu per scopi militari, chiamandolo "Silent Killing Close Quarters Combat method" ("Metodo di combattimento ravvicinato per uccidere silenziosamente"); questo divenne l'addestramento al combattimento ordinario per le forze speciali britanniche. Pubblicò anche un manuale per l'addestramento CQC chiamato Get Tough ("Diventa duro"). Gli ufficiali U.S. Army Rex Applegate e Anthony Biddle appresero i metodi Fairbairn in una struttura addestrativa in Scozia, e adottarono il programma per addestrare gli agenti segreti alleati presso Camp X nell'Ontario, Canada. Applegate pubblicò il suo lavoro nel 1943, con il titolo Kill or Get Killed ("Uccidi o sarai ucciso"). Durante la guerra, ricevettero questo addestramento British Commandos, la First Special Service Force, agenti OSS, U.S. Army Rangers, e Marine Raiders. Più tardi altrove furono introdotte altre arti marziali a scopo militare come l'europea Unifight, la cinese Sanshou, la sovietica Sambo, le israeliane Kapap e Krav Maga.
Per un lungo periodo successivo alla Seconda guerra mondiale, guerra urbana e CQC erano rimasti pressoché immutati nelle tattiche di fanteria. Negli anni 1970 furono sviluppate tattiche CQB con le armi da fuoco come "battaglia ravvicinata" da parte delle forze speciali antiterrorismo occidentali a seguito del massacro di Monaco (1972). Le unità addestrate all'indomani del massacro, come Special Air Service, Delta Force, GSG 9, GIGN, e Joint Task Force 2, svilupparono tattiche CQB che prevedono l'azione di fuoco per attaccare strutture con velocità e precisione, cercando di contenere le perdite umane tra le forze amiche e gli ostaggi; tali tattiche CQB venivano condivise tra queste unità di forze speciali, che spesso si addestravano a contatto di gomito. Lo Special Air Service impiegò tattiche CQB durante l'Operazione Nimrod. Le tattiche CQB si diffusero presto tra le unità tattiche di polizia e simili reparti paramilitari, quali le squadre SWAT americane, tra gli anni 1980 e 1990.
Tuttavia, la CQB non veniva ancora insegnata alla fanteria normale, poiché era ritenuta una tattica per salvare ostaggi. Ancora negli anni 1990, i manuali di fanteria per il combattimento urbano descrivevano il rastrellamento di locali chiusi praticamente nello stesso modo elementare di come avveniva 60 anni prima: il lancio di una granata nel luogo chiuso, seguito da assalto di fanteria con fuoco di armi automatiche. Il "monopolio" CQB delle forze speciali fu interrotto dopo le esperienze di guerra urbana e battaglie ravvicinate degli anni 1990, con la battaglia di Mogadiscio, la guerra di Bosnia, e la Prima guerra cecena.
La prima e la seconda battaglia di Falluja durante la Guerra in Iraq furono momenti spartiacque nella CQB di fanteria, quando i marines, in affanno nel tentativo di riconquistare Falluja dagli insorti, usarono tattiche convenzionali di operazioni interforze e supporto di fuoco contro la città; mancando di appropriato addestramento CQB ed equipaggiamento per rastrellare efficacemente gli edifici, causarono numerose vittime tra civili ed alleati e danneggiarono gravemente la città. Con simili difficoltà nel programma ABCANZ Armies durante la Guerra in Afghanistan, divenne indispensabile un approccio adeguato della fanteria alla guerra urbana, e si cominciò ad insegnare tattiche CQB alla fanteria.
Alcune unità di forze speciali osteggiarono l'allargamento dell'addestramento CQC alla normale fanteria, specialmente sul piano della politica organizzativa e negli affari interni quali l'accaparramento di capitoli di bilancio; un'unità con addestramento CQC necessita di dotazioni e strutture addestrative costose, consumando fondi che potrebbero essere usati per altri reparti o scopi.

## Principi

### Pianificazione e preparazione

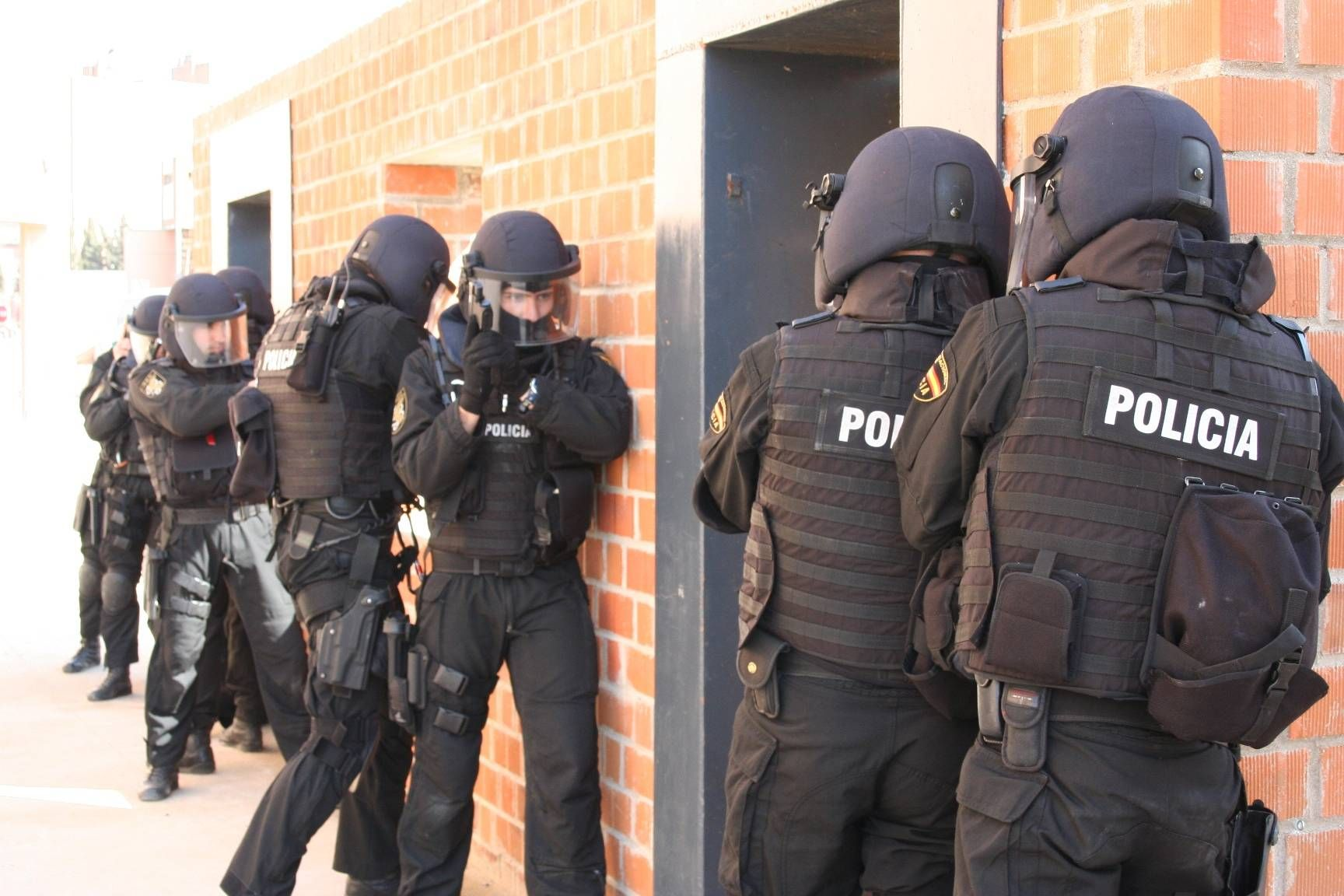
Una squadra del Grupo Especial de Operaciones spagnolo (reparto del Cuerpo Nacional de Policía) si prepara ad irrompere in un edificio

Prima di eseguire un'operazione CQC, gli attaccanti devono raccogliere informazioni su potenzialità e disposizione dei difensori, ed anche sulla presenza e posizione di eventuali non combattenti o ostaggi; è possibile che i difensori facciano altrettanto. I metodi di raccolta informazioni possono consistere di trattative, sorveglianza, colloqui con gente che può avere informazioni (come ostaggi evasi), o l'esame di mappe della zona da attaccare.
Prima di eseguire un'operazione CQC, viene spesso istituito un perimetro attorno alla zona di operazioni per impedire ai difensori di sfuggire, bloccare eventuali aiuti da parte di altri soggetti, tenere d'occhio i difensori da più angolazioni, e impedire che soggetti non coinvolti entrino nella zona esponendosi al rischio del fuoco incrociato. La misura del perimetro può andare dai confini immediati a diversi isolati. Però in alcune situazioni, come una guerra urbana in corso, istituire un perimetro può non essere possibile in assoluto, o non compatibile con i vincoli di tempo e personale disponibile.
A volte si possono tentare trattative tra attaccanti e difensori immediatamente prima di irrompere, con l'intenzione di indurre i difensori alla resa, ridurre il loro numero in modo non letale, assicurare che siano rilasciati indenni gli ostaggi e i non combattenti, o almeno spingere i difensori in una posizione svantaggiosa. Sebbene questa tattica sia spesso associata ad operazioni della polizia, vi possono ricorrere anche i militari quando affrontino una zona che ospita non combattenti: per esempio, durante lo scontro in cui è morto Abu Bakr al-Baghdadi, gli operatori della Delta Force americana circondarono il complesso e ordinarono in arabo a chi vi si trovava di uscire, riuscendo a mettere al sicuro alcuni non combattenti, separandoli dagli elementi ostili prima di eseguire l'irruzione.

### Sorpresa

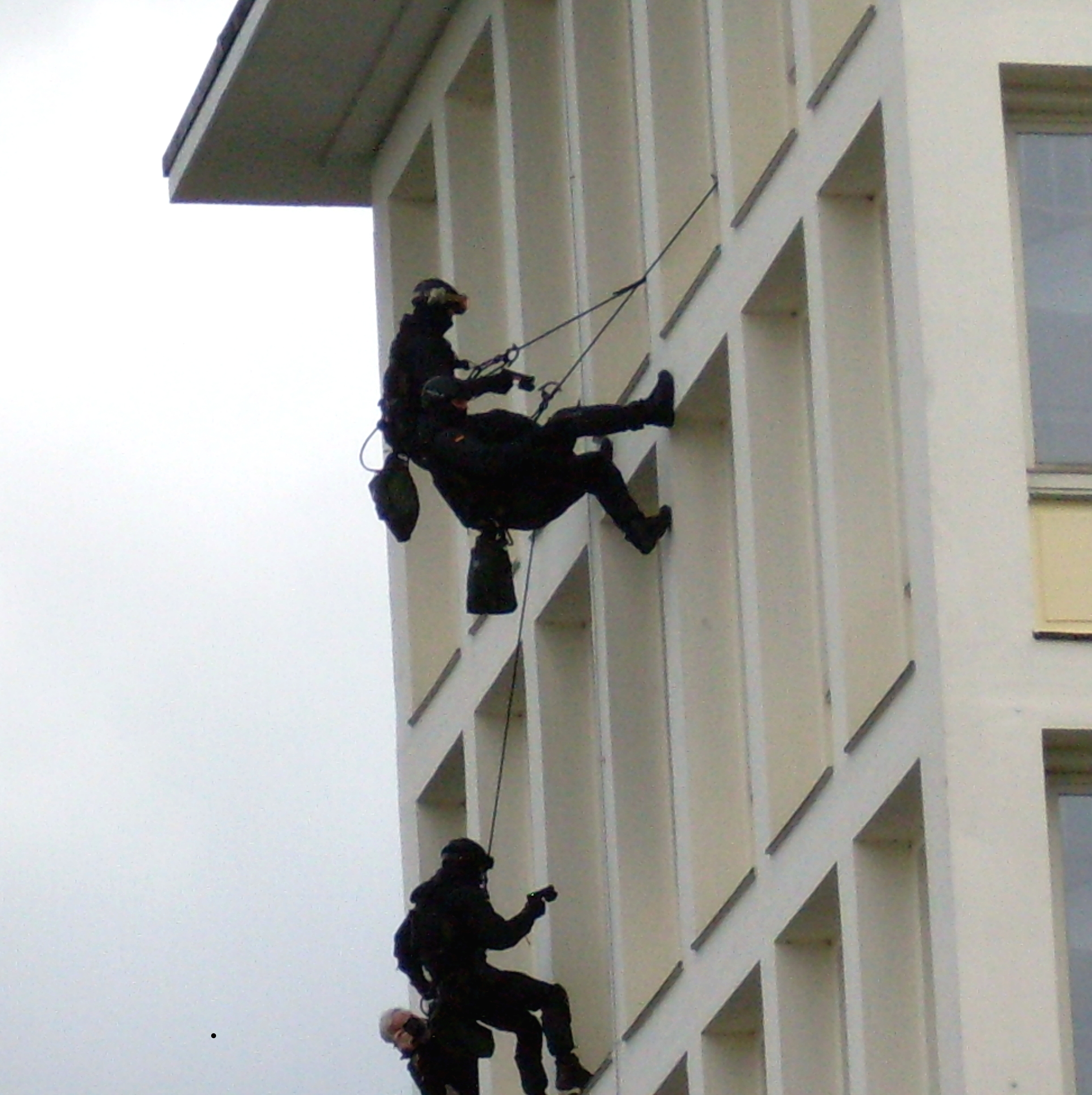
Operatori GSG 9 scendono in corda doppia la parete esterna di un edificio per entrarvi da una finestra

L'obiettivo di molte operazioni CQC è eseguire l'azione offensiva completa prima che i difensori possano reagire efficacemente. Per ottenere l'elemento sorpresa, gli attaccanti possono ricorrere a movimenti furtivi ed occultamento per avvicinarsi più possibile ai difensori senza metterli in allerta, e possono lanciare l'attacco nel momento più inatteso o quando la prontezza operativa dei difensori è ridotta, per esempio quando mangiano o dormono. Diversivi e mezzi di distrazione, come petardi e granate stordenti, possono stornare l'attenzione dagli attaccanti per dar loro il tempo di avvicinarsi o insinuarsi senza resistenza iniziale. Altri espedienti per questo scopo possono essere tagliare l'elettricità nella zona, irrompere mentre i difensori stanno comunicando con qualcuno (come un negoziatore o un capo), o anche provocare di proposito un evento visibile o udibile come un incendio strutturale o un incidente stradale per attirare verso di esso l'attenzione dei difensori.

### Entrata

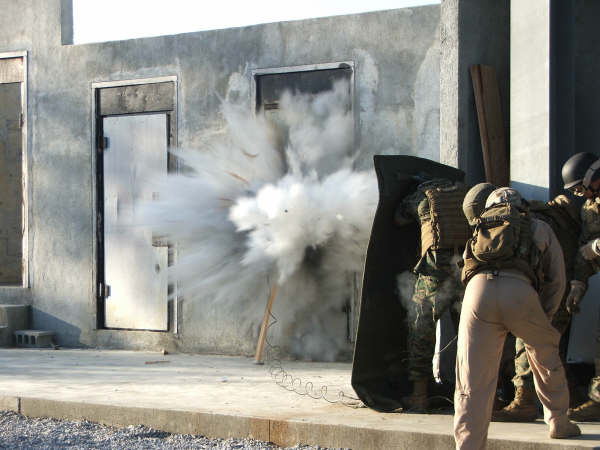
U.S. Marines usano una carica esplosiva per forzare una porta

Il metodo di entrata usato dipende da numerosi fattori, tra cui addestramento, equipaggiamento, posizione di nemici e non-combattenti, oltre a fattori ambientali.
Le porte normali possono essere forzate usando mezzi che vanno da calci ed arieti a cariche esplosive e cannelli con bruciatore; le porte più grandi o rinforzate come certi portoni di garage, o porte con blindatura pesante possono essere aperte solo con questi ultimi strumenti, hanno bisogno di attrezzi specifici per essere forzate, o vanno aperte nel modo progettualmente previsto (ossia, non possono essere forzate).
In alcuni casi in cui l'entrata da terra non è possibile, come nel caso di un ingresso barricato e sorvegliato, o quando è possibile o preferito attaccare da punti multipli, vengono usati punti differenti di inserimento, come da elicotteri, barche o in corda doppia per attaccare attraverso una finestra o da sopra, entrando da una scala d'assalto, o ancora scavando una galleria o usando gallerie esistenti o condotti fognari per entrare dal basso. Se praticabile e autorizzato, possono anche essere usati esplosivi o arieti per squarciare una struttura e creare un'altra via d'accesso. Il metodo di entrata utilizzato dipende dalle circostanze di fatto: la presenza di ostaggi o non-combattenti può inibire l'uso di cariche esplosive, mentre il fatto che una struttura sia prevalentemente interrata può mettere fuori gioco elicotteri e corda doppia.
L'entrata è eseguita in due forme: entrata cauta, entrata e perquisizione lente e metodiche per massimizzare comunicazione, identificazione, e possibilità di una risoluzione incruenta; e entrata dinamica, entrata rapida in cui i nemici sono sopraffatti con la sorpresa, ma con aumentato rischio di fraintendimenti e fuoco amico, oltre che maggior probabilità di incontrare una reazione letale scatenata dai difensori. L'entrata cauta spesso viene usata dalla polizia quando ha a che fare con sospetti che probabilmente non opporranno resistenza, o quando si vuole occupare la zona circostante un obiettivo (ad esempio mettere in sicurezza un condominio per concentrarsi su uno specifico appartamento), mentre l'entrata dinamica è usata spesso tanto da forze di polizia quanto da militari per neutralizzare presto i nemici prima che possano agire o reagire o quando il tempo è un fattore chiave (ad esempio per impedire a terroristi di attivare una bomba ad orologeria).

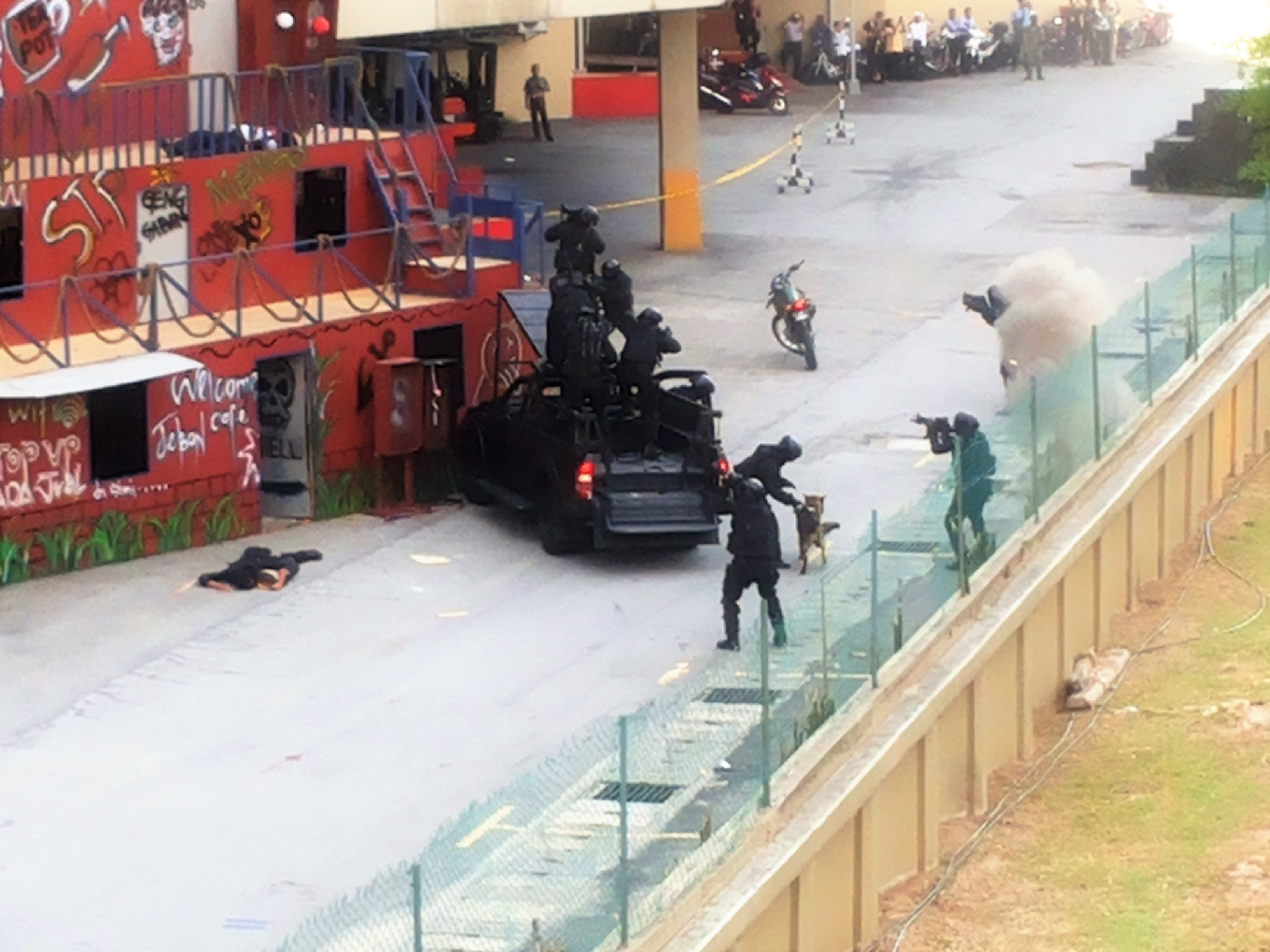
Il 21st Special Service Group dell'Esercito della Malesia assalta un edificio usando una scala d'assalto in un'esibizione dell'unità

Una volta che l'assalto inizia, gli attaccanti devono prendere il controllo prima che i difensori possano capire cosa succede e preparare una difesa efficace o lanciare un contrattacco. A volte i difensori hanno un piano di emergenza che potrebbe far fallire l'attacco, come uccidere ostaggi, far esplodere bombe, o distruggere prove. Se possono eseguire un piano organizzato, come ripiegare su una zona fortificata predisposta o uscire dal perimetro di sicurezza istituito dagli attaccanti, aumenta la possibilità di perdite tra le forze amiche degli attaccanti. La velocità è ottenuta grazie a tattiche ben concepite, come avvicinarsi senza essere avvistati, entrare da più punti, e apertura di brecce per mezzo di esplosivi. Si noti che la velocità non si traduce necessariamente nel correre in senso stretto, ma invece semplicemente nel sopraffare i nemici e raggiungere gli obiettivi presto e bene.

### Violenza dell'azione

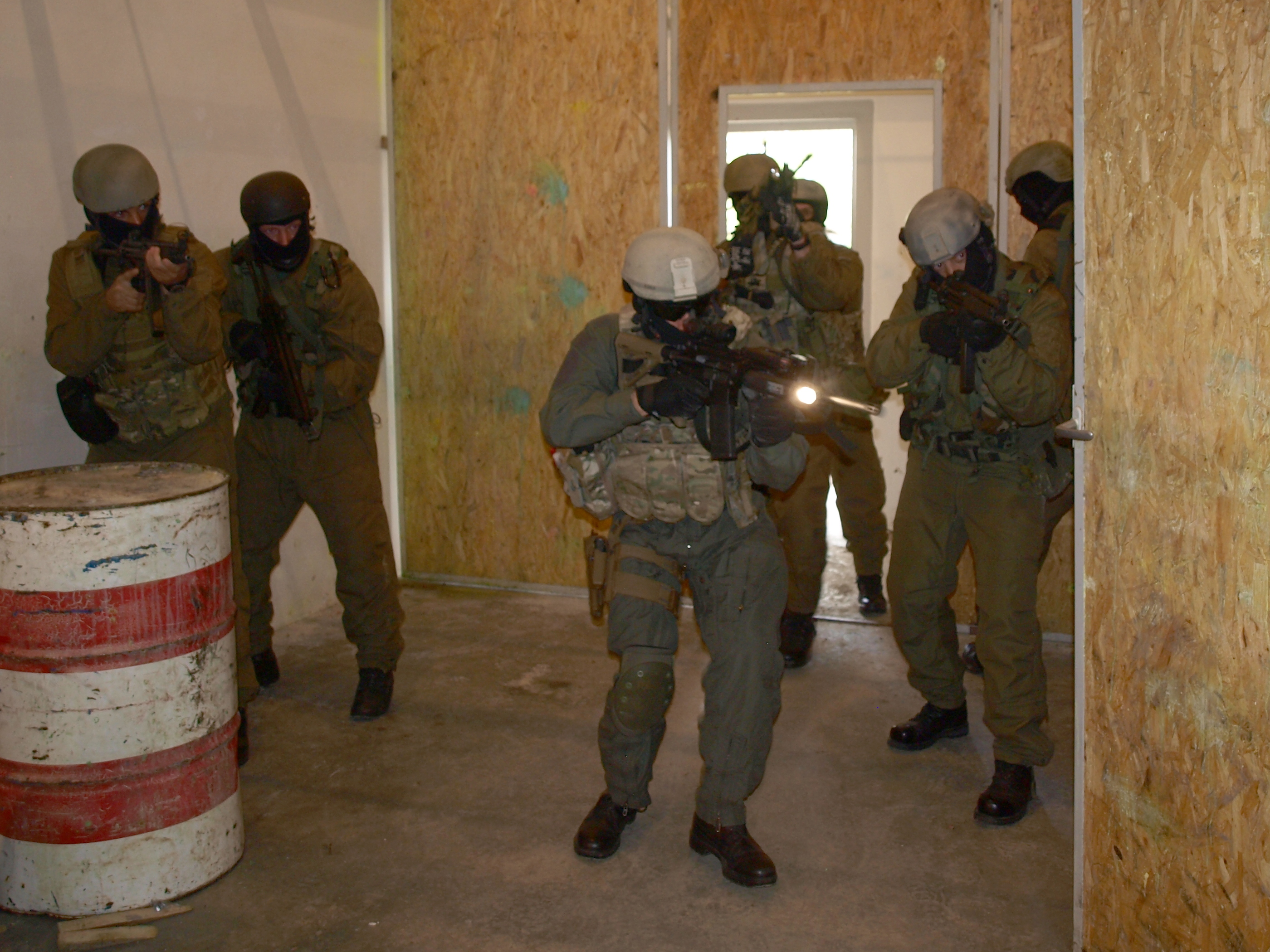
Una squadra di forze speciali delle Magyar Szárazföldi Haderő entra nella stanza di una kill house (tipo di poligono che riproduce un'abitazione

Raggiungere e conservare lo slancio fisico e psicologico e essenziale per gli attaccanti per dominare lo scenario e mantenere il controllo della situazione. Il sovraccarico sensoriale causato dagli attaccanti con entrata, armamento, equipaggiamento, forza ed aggressione può sconvolgere o sorprendere i difensori al punto di arrendersi senza combattere. Si possono talora nascondere nemici tra gli ostaggi, o i nemici che si stanno arrendendo possono contrattaccare, sicché gli attaccanti devono continuare a mantenere il controllo della situazione anche dopo l'azione principale.
Spesso i difensori cercano di fermare i nemici vicino ai punti di entrata. L'"imbuto fatale" è il percorso a forma di cono che porta da una via di ingresso in cui gli attaccanti sono più vulnerabili ai difensori (ad esempio l'entrata di una stanza), in quanto "incorniciati" dai muri circostanti e sprovvisti sia di efficace riparo sia di fuoco di copertura. Gli attaccanti sono anche vulnerabili dagli angoli prossimi al punto di entrata, da cui i difensori possono colpirli di sorpresa nel momento in cui entrano. Se i primi attaccanti non possono liberare gli angoli e levarsi dall'imbuto fatale, permettendo a chi segue di entrare e dare una mano, l'attacco può arenarsi. Una tattica CQC classica, risalente alla Seconda guerra mondiale e tuttora in uso, è gettare una granata in una stanza prima di entrarvi, per uccidere, ferire, o altrimenti stordire i nemici in tutta la stanza, compresi quelli negli angoli. Alcune delle tattiche CQC per mitigare queste insidie sono: far conquistare gli angoli da alcuni attaccanti assieme ad una forza d'assalto avanzata; controllare innanzitutto gli angoli meno visibili, più importanti o tatticamente validi; o semplicemente non entrare finché non siano stati neutralizzati tutti gli elementi ostili visibili, e dopo, una volta entrati, controllare gli angoli.

## Uso

### Forze armate

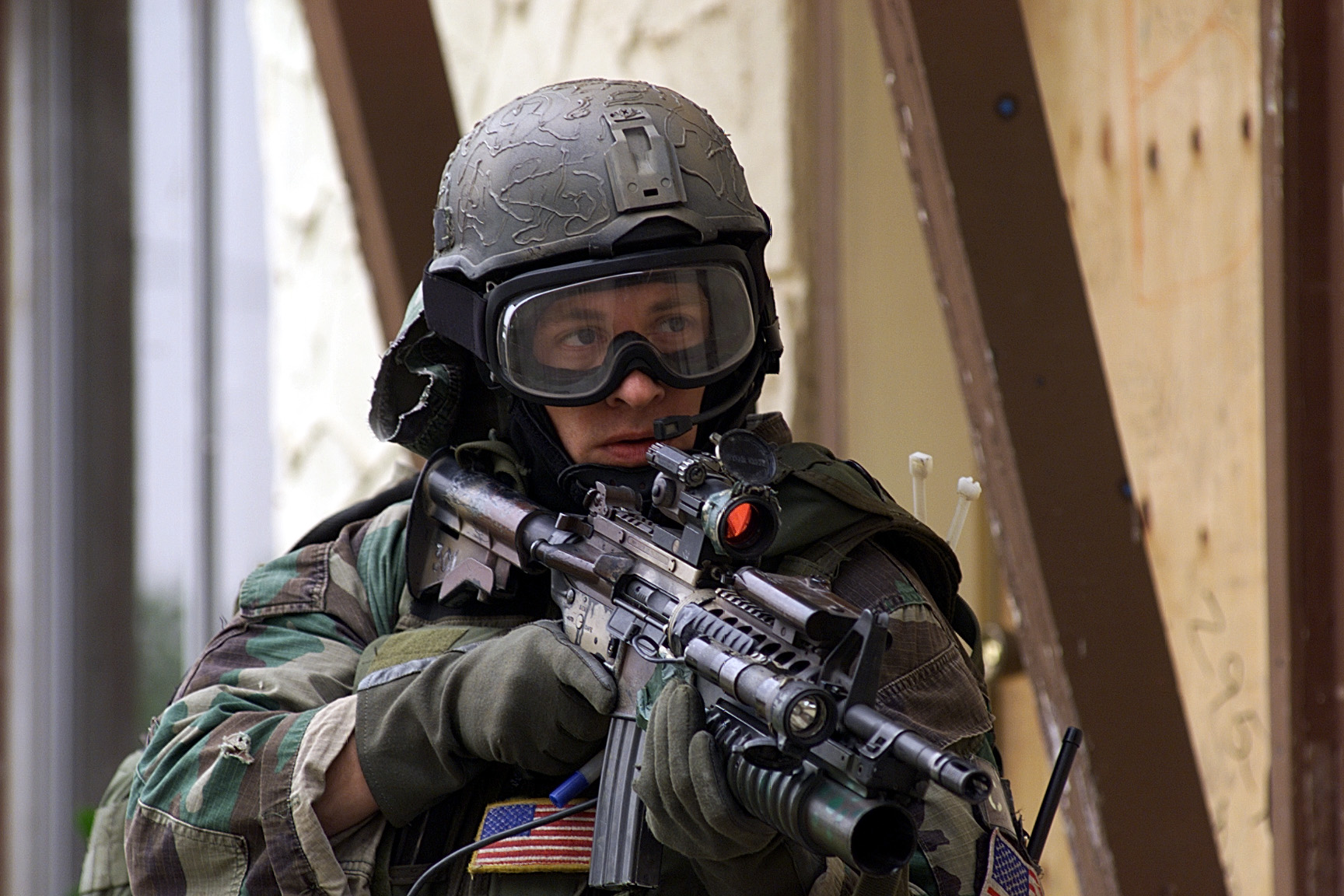
Un soldato delle United States Army Special Forces si prepara ad entrare in una struttura durante l'addestramento

Gli impieghi militari del combattimento ravvicinato variano a seconda di tipo, ramo, e missione. Le operazioni militari diverse dalla guerra (MOOTW) possono riguardare il peacekeeping o l'ordine pubblico. Le forze specializzate possono adattare le tattiche CQC alle loro necessità, come nel caso delle squadre di abbordaggio della fanteria di marina addestrate specificamente a perquisire navi e a svolgere il CQC al loro interno. Le unità preposte a salvataggio di ostaggi o all'estrazione possono sviluppare adattamenti o variazioni ancora più esoterici, a seconda di ambienti, tecnologia di armamento, considerazioni politiche, o organico.
Gli eserciti che sono spesso impegnati in operazioni di guerra urbana possono addestrare la maggior parte della loro fanteria nella dottrina CQC dato che riguarda compiti comuni come entrare in un edificio, rastrellare una stanza, e usare diversi tipi di granate.

### Polizia

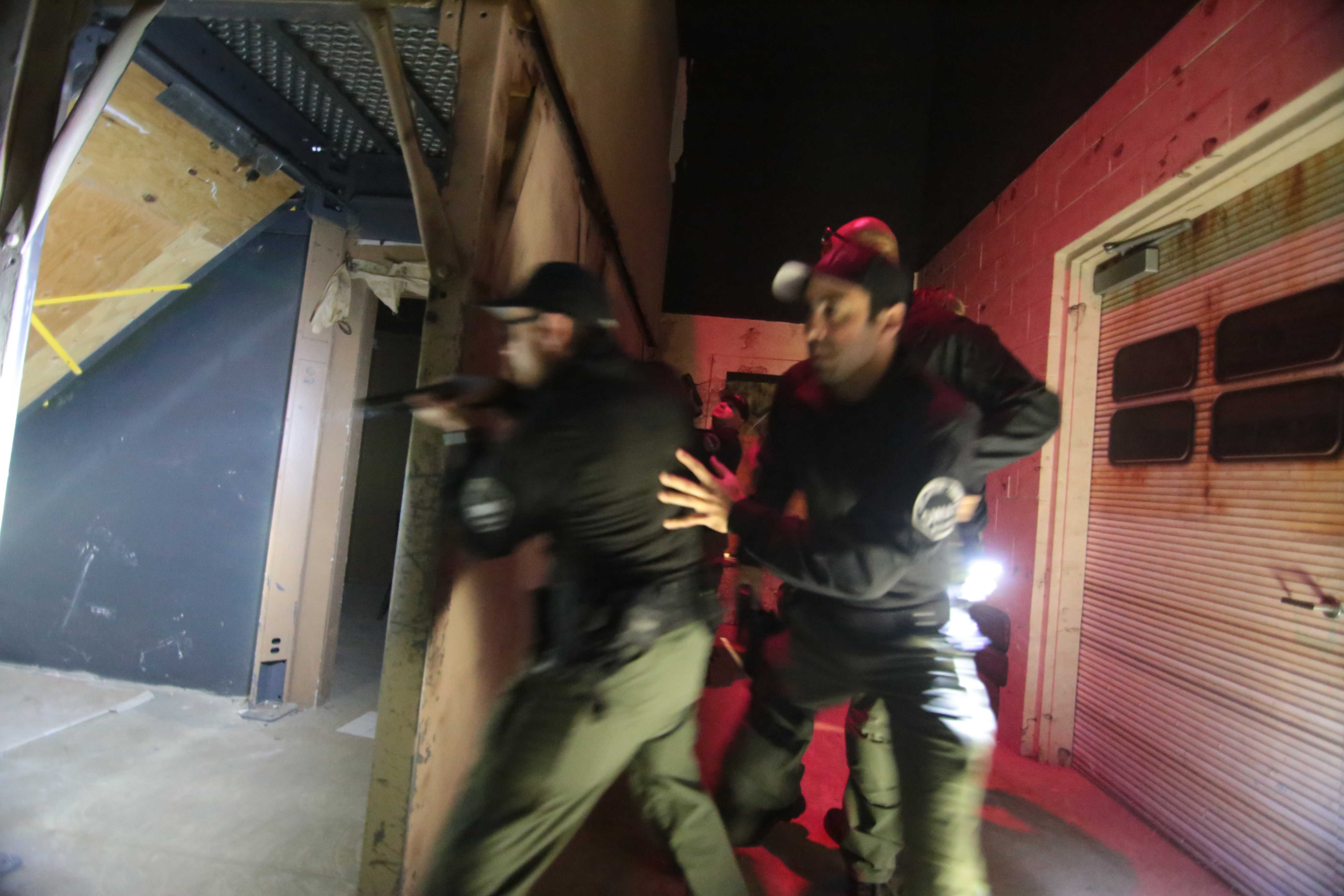
Agenti SWAT dell'Atlantic City Police Department impegnati in addestramento CQC

Le unità tattiche di polizia (PTU) sono i reparti che principalmente affrontano il CQC sul proprio territorio nazionale.
Le situazioni che potenzialmente si sviluppano nel CQC generalmente si accompagnano a minacce che superano le attitudini della polizia convenzionale, sicché per la gestione di tali casi sono addestrate, equipaggiate, e organizzate le PTU. Inoltre, l'attività di polizia si svolge spesso nel raggio di quel che si può considerare "distanza ravvicinata", perciò gli operatori PTU sono spesso ben addestrati o già esperti nel CQC, al punto che alcuni agenti PTU sono in grado di addestrare i militari per quanto riguarda “fondamentali” CQC come irruzione e rastrellamento di spazi chiusi.
La dottrina CQC della polizia spesso si specializza per tipo di unità e missione. A seconda della giurisdizione o della competenza dell'unità o organo, le PTU possono avere differenti scopi, tattiche e tecnologie; per esempio, le guardie carcerarie possono avere un reparto addestrato nel CQC in ambienti ristretti come le celle senza ricorrere alla forza letale, mentre un reparto di polizia anti-criminalità organizzata può essere addestrato al CQC contro più nemici difficili da identificare.
A differenza dei loro equivalenti militari, i membri PTU, in quanto agenti di polizia, hanno idealmente la missione di catturare vivi i sospetti; per questo motivo, spesso sono addestrati in procedure di arresto, neutralizzazioni non letali, e trattative in caso di stallo, invece che esclusivamente nel combattimento. Possono essere muniti di armi non letali come taser, gas OC, e armi da ordine pubblico per sparare gas lacrimogeno, proiettili di gomma, proiettili di plastica, o cartucce "beanbag".

### Industria privata
Alcune società di vigilanza privata e alcune compagnie militari private, quali Academi (già nota come Blackwater) e SCG International Risk notoriamente possiedono unità che sono addestrate nel CQC, o sono in grado di addestrare ad esso altre unità. Queste squadre possono essere incaricate di reagire a talune situazioni presso strutture gestite da enti governativi che abbiano ingaggiato organizzazioni private per ottenerne servizi di sicurezza o per garantire la sicurezza di personalità in visita a zone di combattimento. Per esempio, il Dipartimento di Stato degli Stati Uniti d'America ha fatto ricorso a siffatte squadre di sicurezza in Iraq.